# Laubach (Taunus)
Laubach ist ein Ortsteil von Grävenwiesbach im hessischen Hochtaunuskreis.

## Geographie
Laubach liegt im östlichen Hintertaunus im Naturpark Taunus. Das Dorf liegt etwa vier Kilometer südwestlich von Grävenwiesbach. Höchste Erhebungen bei Laubach sind der Steinkopf mit 370 Metern über NN und der Pinnköppel mit 400 Meter über NN.
Nachbarorte sind Gemünden (westlich), Naunstadt (nordöstlich), Hundstadt (östlich) und Niederlauken (südlich).

## Geschichte

### Ortsgeschichte
Laubach wird erstmals im Jahr 1402 urkundlich erwähnte. Das Dorf hat seinen Namen von dem den Ort durchfließenden Bach gleichen Namens (Laubach (Weil)). Der Bach war damals die Grenze zwischen dem Gebiet der Grafen von Nassau und demjenigen der Herren von Stockheim. Der nördliche Teil von Laubach gehörte zum Kirchspiel und Gerichtsort Grävenwiesbach, der südliche zum Kirchspiel und Gerichtsort Merzhausen. Noch heute zeugen die Straßennamen „Kirchspieler Seite“ und „Stockheimer Seite“ von dieser Zeit.
1669 erwarb Graf Walrad den Stockheimer Anteil für Nassau-Usingen. Damit war die politische Spaltung des Ortes aufgehoben. Die kirchliche Spaltung bestand aber noch bis zum Jahr 1818, als auch die Stockheimer Seite (die vor 1800 ungefähr 2/3 der Bewohner ausmachte) dem Kirchspiel Grävenwiesbach zugeordnet wurde. Seit etwa 1526 war Laubach (beide Teile) evangelisch.
Hessische Gebietsreform
Im Zuge der Gebietsreform in Hessen fusionierten zum 31. Dezember 1971 die bis dahin selbständigen Gemeinden  Grävenwiesbach, Heinzenberg, Hundstadt, Laubach, Mönstadt und Naunstadt freiwillig zur erweiterten Gemeinde Grävenwiesbach. Für das Gebiet der sechs früheren Gemeinden wurden per Hauptsatzung jeweils Ortsbezirke errichtet.

### Wüstung Finkenhain
Im oberen Laubachtal bestand im Gebiet der heutigen Gemarkung Laubach der Ort Finkenhain. Dieser ist ca. im Jahr 1500 wüst gefallen.

## Politik
Ortsbeirat
Für Laubach besteht ein Ortsbezirk (Gebiete der ehemaligen Gemeinde Laubach) mit Ortsbeirat und Ortsvorsteher nach der Hessischen Gemeindeordnung.
Der Ortsbeirat besteht aus fünf Mitgliedern. Bei den Kommunalwahlen in Hessen 2021 betrug die Wahlbeteiligung zum Ortsbeirat 58,04 %. Dabei wurden gewählt: ein Mitglied der SPD, ein Mitglied der CDU, ein Mitglied von Bündnis 90/Die Grünen und zwei Mitglieder der Liste „Unabhängige Bürger“ (UB). Der Ortsbeirat wählte Reiner Butz (SPD) zum Ortsvorsteher.

## Sehenswürdigkeiten

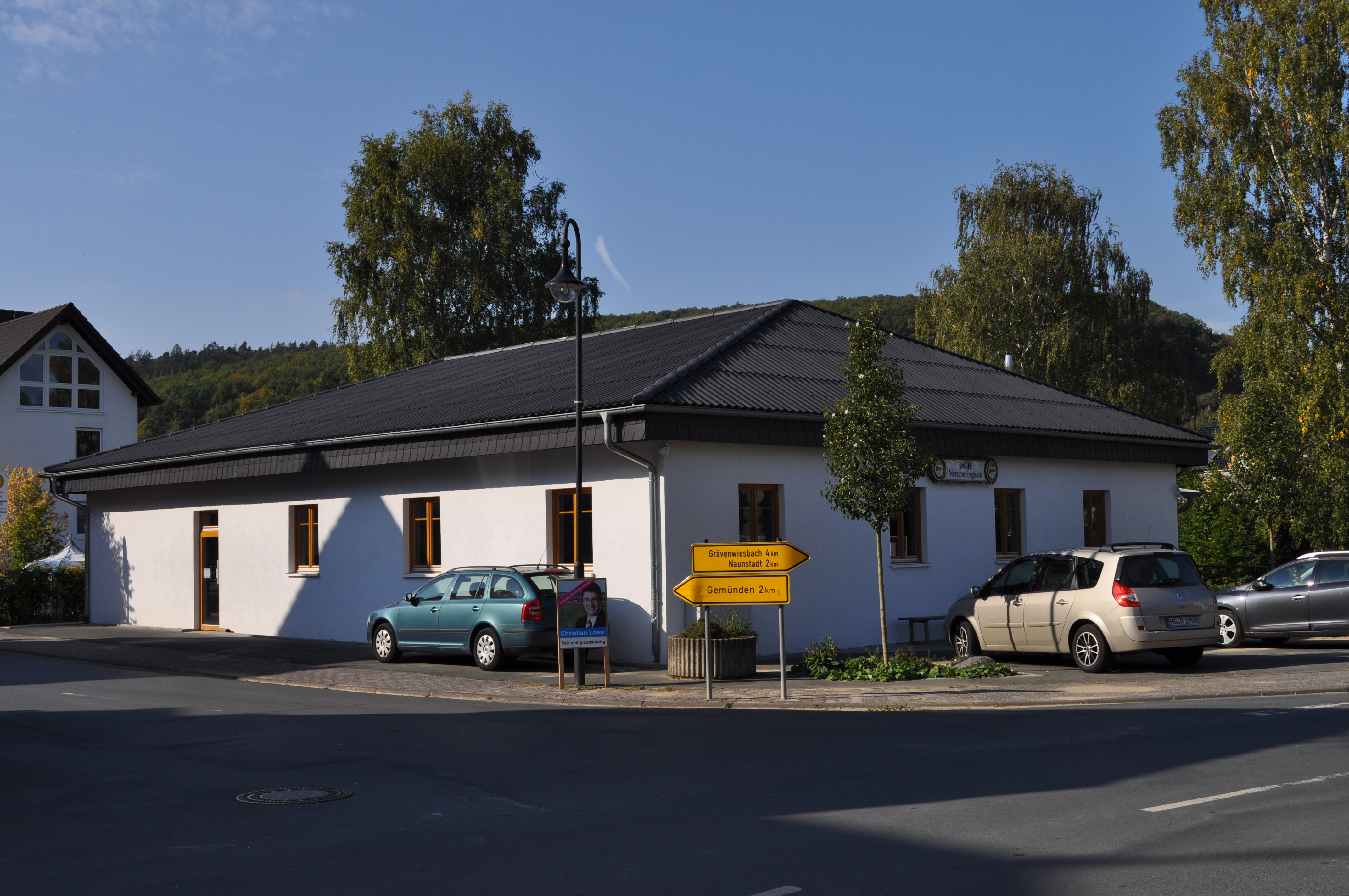
Dorfgemeinschaftshaus
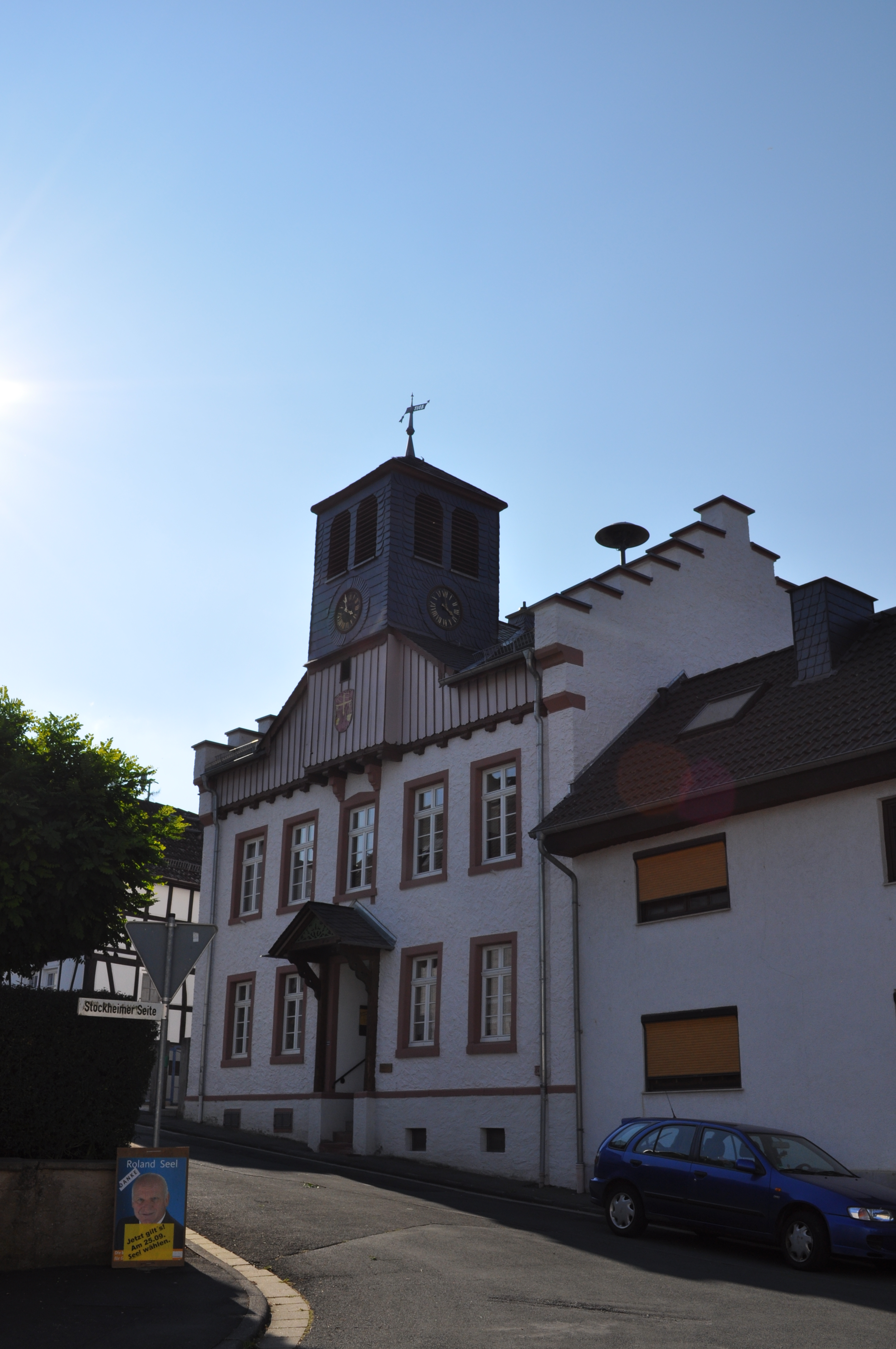
Alte Schule
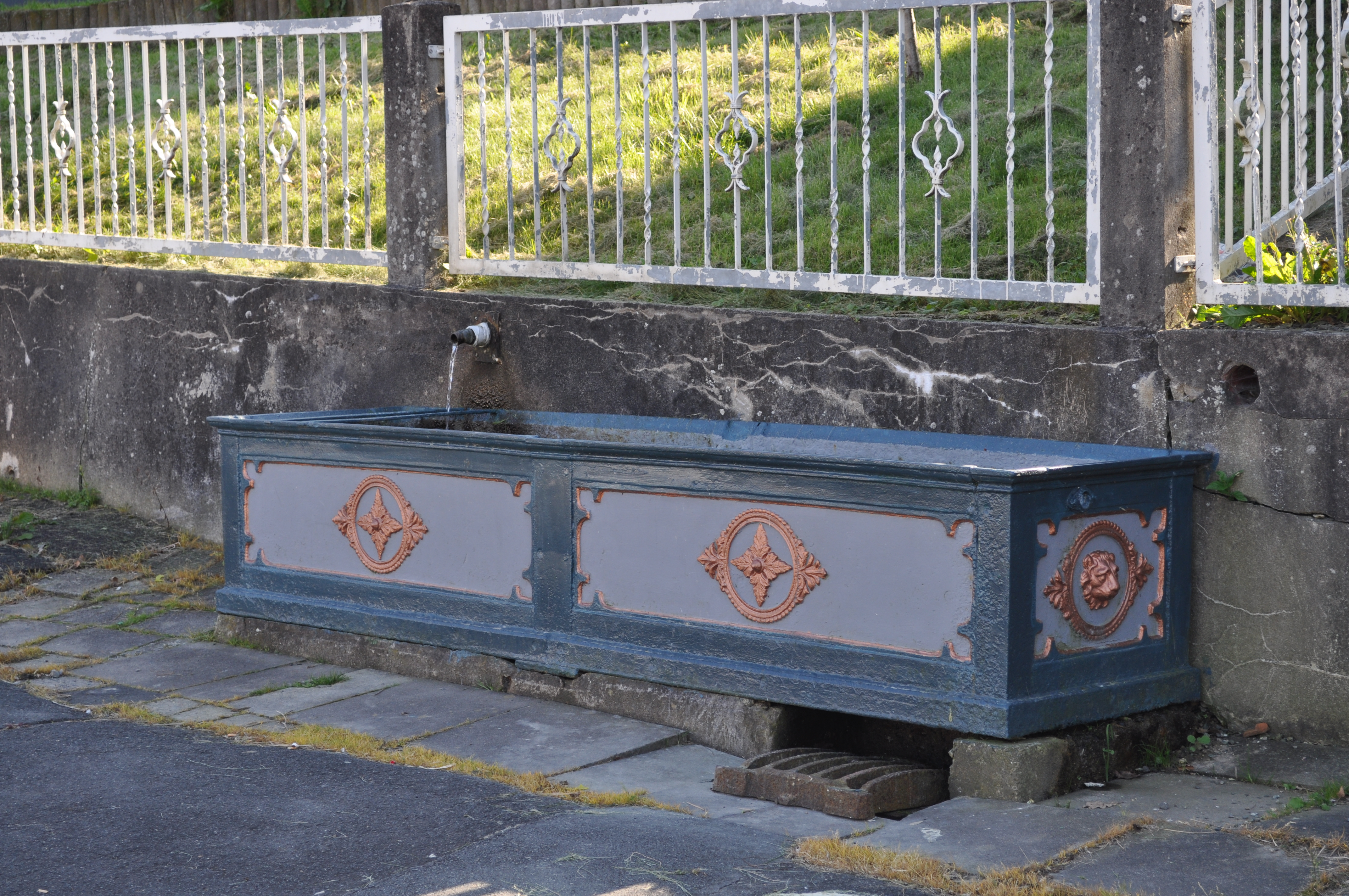
Brunnen

## Wirtschaft und Infrastruktur
Bis nach dem Zweiten Weltkrieg war die Landwirtschaft der weitaus wichtigste Erwerbszweig. Schwerpunkt war die Schweine- und Fleckviehzucht. Heute werden von den 587 Hektar Fläche der Gemarkung 274 Hektar landwirtschaftlich genutzt und 246 ha sind von Wald besetzt. Wesentlich für die heutige Struktur der Landwirtschaft war eine Flurbereinigung im Jahr 1936, der 1932 bis 1936 eine umfangreiche Umwandlung von Ödflächen in Ackerland durch den Reichsarbeitsdienst vorausging.
Heute ist die Bedeutung der Landwirtschaft stark zurückgegangen. Die Einwohner pendeln zum größten Teil zur Arbeit in das Rhein-Main-Gebiet.
Ab 1690 wurde in Laubach (auf der Kirchspieler Seite) Bergbau betrieben. Die Grube „Treu Floretta“ förderte Blei aber auch Silber zu Tage. 1913 wurde der Bergbau eingestellt. Grund war der massive Wassereinbruch in das Bergwerk und die Proteste der Anwohner wegen befürchteten Bergschäden.